# Gruokejaure
Gruokejaure är en sjö i Strömsunds kommun i Jämtland och ingår i Ångermanälvens huvudavrinningsområde. Sjön har en area på 0,187 kvadratkilometer och ligger 635,3 meter över havet.

## Delavrinningsområde
Gruokejaure ingår i det delavrinningsområde (719692-143344) som SMHI kallar för Utloppet av Gruokejaure. Medelhöjden är 648 meter över havet och ytan är 1,04 kvadratkilometer. Det finns inga avrinningsområden uppströms utan avrinningsområdet är högsta punkten. Vattendraget som avvattnar avrinningsområdet har biflödesordning 4, vilket innebär att vattnet flödar genom totalt 4 vattendrag innan det når havet efter 368 kilometer. Avrinningsområdet består mestadels av skog (82 procent). Avrinningsområdet har 0,19 kvadratkilometer vattenytor vilket ger det en sjöprocent på 17,8 procent.